# Hogna levis
Hogna levis är en spindelart som först beskrevs av Karsch 1879.  Hogna levis ingår i släktet Hogna och familjen vargspindlar. Inga underarter finns listade i Catalogue of Life.